# Eustala gertschi
Eustala gertschi là một loài nhện trong họ Araneidae.
Loài này thuộc chi Eustala. Eustala gertschi được Arthur Merton Chickering miêu tả năm 1955.